# Gods, damp og håndkraft
Gods, damp og håndkraft er en dansk dokumentarfilm med ukendt instruktør. Optagelserne er fra omkring 1941, men de arbejdsgange som vises, blev først afskaffet i 1980'erne og 1990'erne.

## Handling
Scener med kvæg- og hestetransporter, stykgods, omladning, rangering og meget mere.